# Bougouni M16
Pour les articles homonymes, voir Bougouni.
Bougouni est une localité, chef-lieu de la commune rurale malienne de Mariko dans le cercle de Niono et la région de Ségou.

## Géographie
La localité de Bougouni M16 est située sur la rive gauche de la fala de Molodo, sur la route locale L572 (axe Niono-Sokolo) à 22 km au nord de Molodo.

## Histoire
Le village de Molodo Centre est créé en 1945 pour servir de camp pour les ouvriers de l'Office du Niger, le village ancien de Molodo-Bamana esistait avant la création de l'office.

## Infrastructures et services
Lors du recensement de 2009, la localité est desservie par les services suivants :
- deux écoles
- une formation de santé
- une caisse d'épargne et de crédit
- 1 point d'eau

## Économie
La zone de riziculture irriguée relève de l'Office du Niger.

### Note
1. ↑  PSA 2007